# Uwe Genat
Uwe Genat (* 25. Juli 1948) ist ein ehemaliger deutscher Fußballspieler.

## Leben
Genat spielte ab 1957 in der Jugend des VfL Pinneberg und ab 1966 in der VfL-Herrenmannschaft. 1973 gelang ihm mit Pinneberg der Aufstieg in die Regionalliga. Die Regionalliga-Saison 1973/74 wurde unter Trainer Roland Lange als Tabellenvorletzter beendet, Genat erzielte im Saisonverlauf sechs Tore und kam auf 3035 Einsatzminuten. Im April 1974 wurde er von DFB-Trainer Jupp Derwall zu einer Sichtungsveranstaltung der bundesdeutschen Amateur-Nationalmannschaft nach Duisburg eingeladen.
Der beruflich als kaufmännischer Angestellte beschäftigte Genau wechselte 1974 vom VfL Pinneberg zum HSV Barmbek-Uhlenhorst. Die Hamburger zahlten für den Doppelwechsel von Genat und Peter Metz eine Ablöse von 35 000 D-Mark. In der ersten Saison der neugegründeten 2. Fußball-Bundesliga stand Genat für Barmbek-Uhlenhorst in 16 Punktspielen auf dem Platz, er verpasste Teil des Zweitligaspieljahres wegen eines Hüftschalenbruchs. Mittelfeld- und Angriffsspieler Genat verfehlte mit den Hamburgern den Klassenerhalt in der 2. Bundesliga. Er spielte danach wieder beim VfL Pinneberg, mit dem er 1977/78 nach dem Aufstieg in der drittklassigen Oberliga antrat. Er blieb bis zum Ende der Saison 1977/78 beim VfL.
Später war er bis 2001 Co-Trainer des VfL Pinneberg unter Cheftrainer Thomas Bliemeister.